# Stati dell'America meridionale
Gli stati dell'America meridionale, o America del Sud, sono 13. Tutti gli stati sono membri delle Nazioni Unite e dell'Unione delle nazioni sudamericane.